# Hetairoi

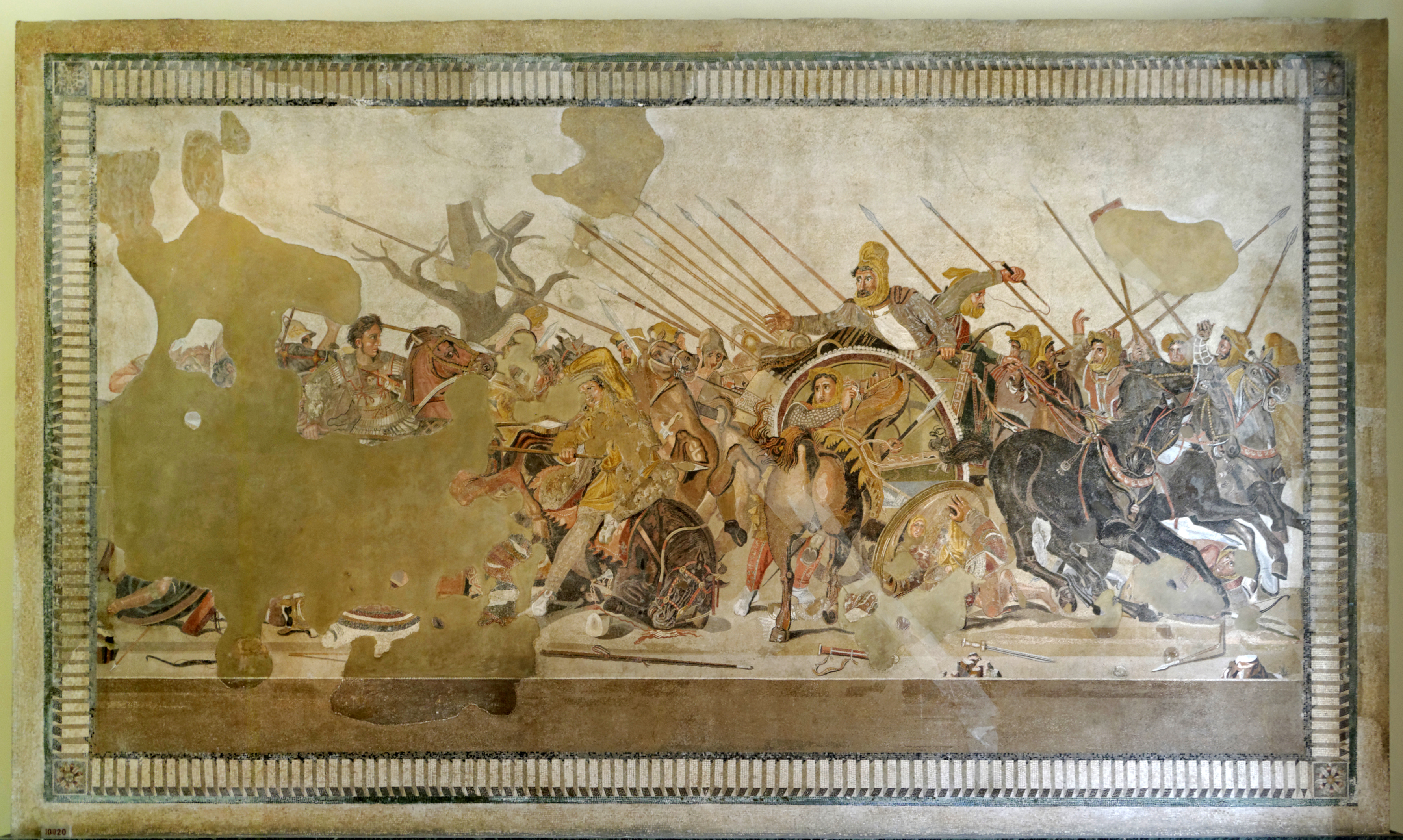
Batalla de Issos representada en un mosaico

Los hetairoi (ἑταῖροι, hetairoi, ‘compañeros’) constituían la caballería de élite del ejército de Alejandro Magno. Además de arma ofensiva, hacían las veces de guardia personal del macedonio. Utilizada en conjunto con la falange macedonia, esta «fijaba» al enemigo en un lugar, manteniéndose en formación defensiva, y la caballería de compañeros cargaba sobre su flanco o por detrás. La caballería recibía por tanto el nombre de «martillo» en las estrategias, porque aplastaba literalmente a las unidades enemigas retenidas por el «yunque» o la «falange». Normalmente, Alejandro lideraba la carga, formando a sus jinetes en cuña. Su existencia abarca desde el reinado de Filipo II hasta el de su hijo y sucesor, según Diodoro Sículo y Flavio Arriano. La élite de los hetairoi formaban la guardia de los monarcas macedonios (somatophylakes).

## Etimología
El nombre de esta unidad militar de los hetairoi significa los que están cerca del rey. Eran miembros de la aristocracia macedonia o plebeyos de cualquier origen griego que gozaban de la confianza y amistad del regente de Macedonia. Las Hetairideia, un festival sobre la relación sagrada que unía siempre al rey y sus compañeros, se celebró, e incluso Eurípides, el famoso escritor de tragedias griegas, fue honrado como hetairos por el rey Arquelao I. Los amigos reales (philoi) o compañeros del rey (basilikoi hetairoi) eran nombrados de por vida por el rey entre la aristocracia macedonia.

## Organización
Los hetairoi estaban organizados en escuadrones de doscientos a trescientos soldados. En la campaña de Persia había ocho escuadrones, comandados por Filotas, siendo uno el escuadrón real (formado por los amigos íntimos de Alejandro, hijos de nobles macedonios).
Al mismo tiempo, estas tropas protegían los flancos de la línea de combate durante la batalla. Los hetairoi cabalgaban en los mejores caballos, a pelo o sobre una manta, y recibían el mejor armamento disponible. Cada uno portaba una larga lanza arrojadiza (xyston), una espada kopis (similar a la falcata ibérica) para el combate cuerpo a cuerpo, coraza de lino o bronce, brazales protectores y yelmo. Los caballos también estaban parcialmente protegidos. 
Como caballería pesada, los hetairoi resultaron el arma decisiva de Alejandro Magno en batalla.